# Rambergstjärnet
Rambergstjärnet är en sjö i Strömstads kommun i Bohuslän och ingår i Strömsåns huvudavrinningsområde. Sjöns area är 0,02 kvadratkilometer och den befinner sig 95 meter över havet.